# لاندو
لاندو (المعروف أيضا باسم لاندوس) كان البابا من أيلول / سبتمبر 913 إلى وفاته في آذار / مارس 914. وقعت بابويته القصيرة خلال الفترة البابوية الرومانية في التاريخ بما يسمى العصور المظلمة (904-64). كان أخر الباباواتالذي استخدم اسم الولادة كإسمه الباباوي والتي لم تستخدم سابقا حتى انتخاب البابا فرنسيس في عام 2013.

## وصلات خارجية
- الكاثوليكية المنتدى: البابا لاندو
- جديد الكاثوليكية القاموس: البابا لاندو

| سبقه أناستاسيوس الثالث | باباوات الكنيسة الكاثوليكية الثامن 913 - 914 | تبعه يوحنا العاشر |